# Classe Kunigami
La classe Kunigami (くにがみ型巡視船, Kunigami-gata-junnsi-senn) est une classe de patrouilleurs de 1 000 tonnes des Garde-côtes du Japon (JCG).

## Contexte
Dans les années 2000, la JCG construisait des PL de classe 1000 tonnes avec une coque planante à grande vitesse, tels que les classes Aso et Hateruma. Bien que ces navires soient excellents dans les missions de sécurité, ils étaient inadaptés aux missions de sauvetage en raison de leur mauvaise stabilité à basse vitesse et de leur autonomie limitée.
Depuis que le retrait de la classe Shiretoko a été prévu dans les années 2010, des navires polyvalents étaient nécessaires pour les remplacer. À cette fin, la construction de la classe Kunigami a commencé dans le cadre du budget supplémentaire de l’exercice 2009.
En raison de l’accent mis sur la polyvalence, le prix a grimpé en flèche, et seuls deux navires ont été construits. La classe Iwami, au prix plus raisonnable, a été construite à partir de l’année fiscale suivante. Cependant, par la suite, des navires supplémentaires ont été construits dans le budget de l’exercice 2012 pour être déployés dans les îles Senkaku. La construction s’est poursuivie à partir de l’exercice 2013, car les coûts de construction ont été réduits en raison des économies d’échelle permises par la production en masse.

## Design
En raison de la demande de capacités multimissions, une coque en acier a été adoptée. De plus, comme la stabilité à basse vitesse était requise, des ballasts antiroulis ont été installés en plus des ailerons stabilisateurs. La superstructure est en alliage d’aluminium, mais le pont a une structure pare-balles.
Une hélisurface est installée sur le pont arrière. Bien qu’il n’y ait pas de hangar, les navires peuvent fournir de l’énergie électrique et du carburant à un hélicoptère à bord.
L’armement principal est un canon rotatif JM61-RFS de 20 mm avec un directeur optique qui a été installé sur les premiers navires construits au cours des exercices 2009 et 2012. Un chain gun Mk44 Bushmaster II de 30 mm, plus puissant, a été installé sur les derniers navires construits au cours de l’exercice 2013 et des exercices suivants.
Une variante fabriquée pour les Philippines est connue sous le nom de classe Teresa Magbanua.

## Service

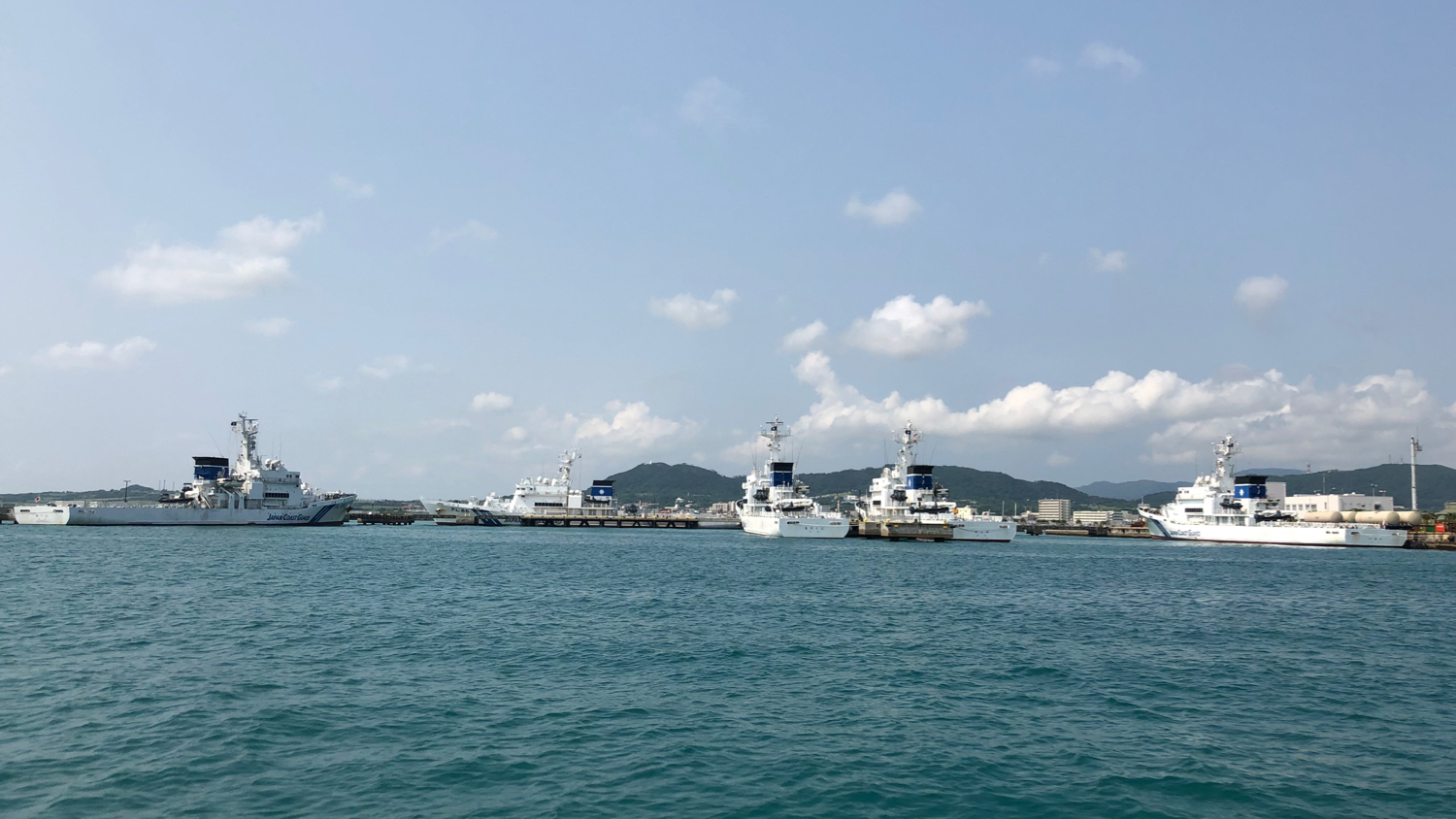
Navires de la JCG de classe Kunigami basés à Ishigaki

Les dix navires de classe Kunigami, qui traduisent l’attention accrue portée par la JCG aux défis de la zone grise, ainsi que les deux patrouilleurs de classe Hateruma, ont fait de la base navale d’Ishigaki la plus grande base de la JCG, dépassant Yokohama. Les navires de l’exercice 2012 constituent le principal de la force opérationnelle déployée autour des îles Senkaku. Les navires construits au cours de l’exercice 2013 et des exercices suivants ont été déployés en remplacement de la classe Shiretoko,,.

## Navires de la classe
| Numéro de fanion | Nom                              | Constructeur                                                | Mise en service   | Port d'attache      |
| ---------------- | -------------------------------- | ----------------------------------------------------------- | ----------------- | ------------------- |
| PL-09            | Kunisaki (anciennement Kunigami) | Mitsubishi Heavy Industries, chantier naval de Shimonoseki  | 27 avril 2012     | Moji-ku             |
| PL-10            | Bukō (anciennement Motobu)       | Mitsubishi Heavy Industries, chantier naval de Shimonoseki  | 27 avril 2012     | Yokohama            |
| PL-81            | Taketomi                         | Mitsubishi Heavy Industries, chantier naval de Shimonoseki  | 26 septembre 2014 | Ishigaki            |
| PL-82            | Nagura                           | Mitsubishi Heavy Industries, chantier naval de Shimonoseki  | 26 septembre 2014 | Ishigaki            |
| PL-83            | Kabira                           | Mitsubishi Heavy Industries, chantier naval de Shimonoseki  | 7 novembre 2014   | Ishigaki            |
| PL-84            | Zampa                            | Mitsubishi Heavy Industries, chantier naval de Shimonoseki  | 25 février 2015   | Ishigaki            |
| PL-85            | Tarama                           | Japan Marine United, chantier naval d’Isogo-ku              | 25 novembre 2015  | Ishigaki            |
| PL-86            | Ikema                            | Japan Marine United, chantier naval d’Isogo-ku              | 25 novembre 2015  | Ishigaki            |
| PL-87            | Irabu                            | Mitsui Engineering & Shipbuilding, chantier naval de Tamano | 25 novembre 2015  | Ishigaki            |
| PL-88            | Tokashiki                        | Mitsubishi Heavy Industries, chantier naval de Shimonoseki  | 4 février 2016    | Ishigaki            |
| PL-89            | Aguni                            | Mitsui Engineering & Shipbuilding, chantier naval de Tamano | 24 février 2016   | Ishigaki            |
| PL-90            | Izena                            | Mitsubishi Heavy Industries, chantier naval de Shimonoseki  | 24 février 2016   | Ishigaki            |
| PL-11            | Rishiri                          | Mitsubishi Heavy Industries, chantier naval de Shimonoseki  | 27 octobre 2016   | Wakkanai (Hokkaidō) |
| PL-12            | Esan                             | Mitsubishi Heavy Industries, chantier naval de Shimonoseki  | 27 octobre 2016   | Otaru               |
| PL-13            | Motobu                           | Japan Marine United, chantier naval d’Isogo-ku              | 29 novembre 2016  | Naha                |
| PL-14            | Yonakuni                         | Mitsui Engineering & Shipbuilding, chantier naval de Tamano | 25 novembre 2016  | Ishigaki            |
| PL-01            | Oki                              | Mitsubishi Heavy Industries, chantier naval de Shimonoseki  | 27 février 2017   | Sakaiminato         |
| PL-02            | Erimo                            | Mitsubishi Heavy Industries, chantier naval de Shimonoseki  | 27 février 2017   | Kushiro (Hokkaidō)  |
| PL-91            | Tsuruga                          | Japan Marine United, chantier naval d’Isogo-ku              | 15 mai 2020       | Tsuruga             |
| PL-92            | Echizen                          | Mitsui Engineering & Shipbuilding, chantier naval de Tamano | 30 juillet 2020   | Tsuruga             |